# 패드레익 들러니
포리그 딜레이니(Pádraic Delaney, 1977년 11월 6일 ~ )는 아일랜드의 배우이다.

## 출연 작품

### 영화
- 보리밭을 흔드는 바람 (2006) - 테디 역
- Eden (2008)
- Perrier's Bounty (2009)
- 블랙손 (2011) - 선댄스 역
- Isztambul (2011) - 안드라스 역
- What Richard Did (2012) - 팻 킬로이 역
- Dark Touch (2013) - 루커스 갈린 역
- 무한대를 본 남자 (2015)
- The Witness (2018) - 빈스 해링턴 역

### 텔레비전
- Pure Mule (2005)
- 튜더스 (2007-08) - 조지 볼린 역